# ウルアの妖術
『ウルアの妖術』（ウルアのようじゅつ、原題：英: The Witchcraft of Ulua）は、アメリカ合衆国のホラー小説家クラーク・アシュトン・スミスによる短編小説。『ウィアード・テールズ』1934年2月号に掲載された。
ゾティークのシリーズには、未執筆の『シダイウァの足』『マンドルの敵』という作品があったことが判明しており、本作および『地下納骨所に巣を張るもの』と合わせて、ファモルグ王周辺の人物の掘り下げとなる。

## あらすじ
タスーン国の田舎に住む21歳のアマルザインは、酌人として王に仕える機会を得る。この職は、王に気に入られることができれば高い地位にも昇れるというものであり、国中の若者たちにとってあこがれの職業であった。アマルザインは上京する道中、大伯父の隠者サブモンの家に立ち寄る。サブモンは又甥が来たことを喜び、首都には悪徳や妖術がはびこっていることを警告し、護符を授ける。若いアマルザインには大伯父の心配がわからなかったが、護符をありがたく受け取り、首都ミラーブに向かう。
耄碌したファモルグ王が君臨する王宮は、贅沢品と腐敗にまみれていた。質朴なアマルザインは茫然とするも、両親や大伯父の教えを胸に己を律し、無礼講の宴で酌人の務めを果たしても、常に節度を保っていた。王が酩酊して眠りこけている間は、アマルザインは数学と読書にいそしむ。そうして一月ほど過ごすうちに、アマルザインはファモルグ王の一人娘・ウルア王女の濡れ事と妖術の噂を数多く耳にする。ある日、アマルザインは強引に王女の居室に連れていかれ、その先で王女本人から誘惑を受けるも、これを拒む。ウルアはアマルザインを帰すも「すぐに戻って来ることになる」と宣言する。
やがて、アマルザインの周囲に、望んでもいないウルアの幻影が現れるようになる。だが、護符の力がアマルザインを守っており、彼はなおウルアに関心を持つことがなかった。一方、宮廷ではウルア王女が彼を虜にできないことがうわさとなり、ついに宮廷の皆の知るところとなる。すると今度は、アマルザインは不浄な悪夢に襲われるようになる。腐敗の幻覚が見えるようになり、エムプサエやラミアの幻影がまとわりついてくる。意識が乱され、読書にも数学にも集中できない。幻影は他人には感知できず、護符でも防ぎきれない妖術に、アマルザインは苦しむ。
困り果てたアマルザインは、王に暇乞いを願い出て都を去り、呪いに苦しみながらもサブモンの元へ行って助けを求める。事情を知ったサブモンは鏡を取り出してアマルザインに見せ、自身は呪詛返しの儀式にとりかかる。すると鏡にウルアの居室が映り、鏡を通じてアマルザインに取り憑いていた亡霊たちがウルアの居室に侵入し、彼女とその愛人たちに襲い掛かる。続いて地震が起こってウルアの部屋の床は裂け、彼女たちは亀裂に呑み込まれる。
サブモンは前もって、占星術によってファモルグ王の運命を読んでいた。大地震によって、堕落したミラーブの街は廃墟と化し、一方で砂漠のサブモンの住居は頑丈に造られていたために持ちこたえる。肉欲の愚かさを切って捨てたアマルザインは、賢者サブモンの唯一の弟子となり、生涯を学究に費やす。

## 主な登場人物

### 主人公
- サブモン - 世捨て人の賢者。アマルザインの大伯父。93歳。タスーン北の砂漠に、動物や人間の「骨」で組み上げた家に独居する。
- アマルザイン - 主人公。田舎から王宮へと上京し、王の酌人となる。ウルア王女の誘惑を拒む。21歳。
- ヨス・エブニ - いにしえの聖人・賢者・大魔術師。遺灰が「銀の護符」に籠められ、サブモンからアマルザインに授けられた。

### タスーン王宮
- ファモルグ王 - タスーン国の首都ミラーブに君臨する老王で、放蕩を好み、耄碌している。
- ルナリア女王 - ファモルグの后である妖術師。
- ウルア王女 - ファモルグ王とルナリア女王のひとり娘。「妖精族のように小柄で、ラミアのように淫ら」と形容される。
- 侍女 - ウルアの侍女である大柄な黒人女。アマルザインを強引にウルアの居室に連れて行く。
- 衛兵隊長 - ウルアの愛人の一人。
- 侍従 - ウルアの愛人の一人。

### ゾティークの神々
- タサイドン - 第七地獄の支配者。地獄の真黒き闇の王。
- アリラ - 地獄の女王にして、邪悪すべての女神。冒涜の儀式を好むという。

## 収録
- 『ゾティーク幻妖怪異譚』創元推理文庫、大瀧啓裕訳
- 『魔術師の帝国1 ゾシーク篇』ナイトランド叢書、安田均訳「ウルアの魔術」

## 関連作品
- 地下納骨所に巣を張るもの - ファモルグ王夫妻が登場する。